# Gerliczy család
Az aranyi és szentgerlistyei báró Gerliczy család egy régi magyarországi nemesi család.

## Története
A Krassó vármegye területéről származó család eredeti neve Gerlistyei volt. Később Horvátországba és Boszniába is átszármaztak, ahol Gerlich és Gerlichich néven különböző tisztségeket viseltek. 1410. június 16-án Ozorai Pipó bántól Gerlistye helységre új birtokadományt nyert István, majd Jakab ugyanerre a birtokra 1484. szeptember 21-én újabb adományt kapott. A család egyik ága Erdélybe telepedett át. Antal és fia, Ferenc 1774-ben osztrák birodalmi bárói címet kapott, amit aztán János Félix fiumei személynök és fiai nevére Magyarországra is kiterjesztettek. A családtagok közül meg kell említeni Jakabot, aki 1495 és 1508 között szörényi bán, Félix bárót (1819–1895), főrendiházi tag, kamarás és Bihar vármegye másodalispánja, és Ferencet (1859–1914), aki országgyűlési képviselő volt. Ugyancsak érdemes megemlíteni, hogy Félix báró (1885–1954) 1939-ben grófi címet kapott Gerliczy-Burián néven Liechtensteinben.

## Címere
Kempelen Béla leírását idézve:
„Czímer: haránt négyelt paizs, szivpaizszsal, ebben az ősi czimer: kék paizsfővel ellátott vörös mezőben zöld hármas halmon fehér galamb ül s csőrében gyöngyös és rubinos arany gyürüt tart, a pázsitfőben 3 csillag; a nagy paizs felső mezeje kékkel és zölddel vízszintesen vágva, fenn (kékben) ezüst kereszt, lenn (zöldben) a magyar szt. korona; a jobb- és baloldali arany mezőben a belső osztási vonalakból kinövő, vörössel fegyverzett, fekete kétfejű sasnak egy-egy fele; lenn kék mezőben arany horgony; bárói korona; három sisak; sisakdiszek: 1. (középső) aranynyal és kékkel ellenkezően vágott 2 elefántormány között lebegő arany horgony; 2. keresztbe tett egyenes és görbe kard között az ezüst kereszt; 3. két egymással keresztbe tett ezüst bányászkalapács között zöld hármas halmon a galamb; takarók: kék-arany, fekete-arany, vörös-ezüst: paizstartók: jobbról arany oroszlán, balról term. színü tigris.”